# 弗朗切斯科·波斯蒂廖内
弗朗切斯科·波斯蒂廖内（義大利語：Francesco Postiglione，1972年4月29日—），意大利男子游泳、水球运动员。他曾代表意大利参加1996年和2004年夏季奥林匹克运动会水球比赛。